# Webserie
Eine Webserie ist eine Serie von Webvideos. Einzelne Episoden werden mit dem Kofferwort Webisode bezeichnet. Es handelt sich dabei in der Regel um fiktive Geschichten verschiedener Genres. Charakteristisch sind kurze Folgen und Möglichkeiten der Interaktion mit den Produzenten oder den Protagonisten der Geschichte. Der Abruf der Folgen per Download oder Videostream (Webcast) erfolgt zeitunabhängig via Internet.
Kommerzielle Web-Serien dienen unterschiedlichen Zwecken. In vielen Fällen nutzen Unternehmen die Geschichten als Plattform, um für ihre Produkte und Dienstleistungen zu werben, beispielsweise durch Produktplatzierung oder Werbung. Zunehmend setzen die Produzenten jedoch auch auf Websponsoring.

## Merkmale
DauerDie Folgen sind an das Rezeptionsverhalten im Internet angepasst und dauern in der Regel zwischen 4 und 15 Minuten. Es gibt jedoch keine Vorgaben, so dass ihre Länge auf den Umfang der Geschichte abgestimmt werden kann.
InteraktivitätDurch das Internet als Medium ist es möglich, dass der Rezipient nicht nur passiv zusieht, sondern aktiv in das Geschehen der Serie eingreift. So kann man in einigen Webserien einem individuellen Handlungsstrang der Geschichte folgen oder mit den fiktiven Protagonisten kommunizieren. Andere Webserien binden User-generated content ein oder ermöglichen die Einflussnahme auf den weiteren Verlauf der Handlung und das Drehbuch.
ProduktionskostenAuch hochwertige Web-Serien werden meist kostengünstiger produziert als Fernsehproduktionen.

## Geschichte

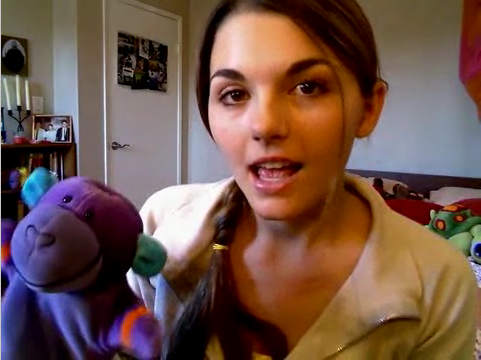
lonelygirl15, eine der ersten Webserien auf YouTube (2006)

Die erste Webisode produzierte Bullseye Art 1995. Die nur für das Internet produzierte Animationsserie wurde bald darauf jedoch wieder eingestellt. Auch thespot.com erlangte vor allem durch seine Interaktionsmöglichkeiten früh Aufmerksamkeit, von 1995 bis 1997 hatte die Webserie teilweise über 100.000 Aufrufe am Tag. Dennoch waren Webserien Ausnahmeerscheinungen.
Die steigende Anzahl breitbandiger Internet-Anschlüsse ermöglichte in den frühen 2000ern das Versenden von Multimedia-Dateien über das Internet. Mit der Gründung der ersten Videoportale wie Vimeo (2004), Dailymotion und YouTube (beide 2005) gewannen Webserien an Popularität. Die Videoportale wurden zunächst als Selbstdarstellungsplattformen wahrgenommen. Eine der ersten Webserien auf YouTube war lonelygirl15, in der Bree, ein etwa 15-jähriges Mädchen, ab 2006 von ihrem Leben erzählte. Die Serie erschien wie ein normaler Vlog, mit der Zeit erfuhr man, dass Bree in einen religiösen Kult verwickelt war. Nachdem lonelygirl15 zum meistabonnierten Kanal YouTubes geworden war und bereits große Bekanntheit erlangt hatte, fand die YouTube-Community heraus, dass lonelygirl15 ein Fake und Bree in Wirklichkeit die Schauspielerin Jessica Lee Rose war. Die Produzenten setzten die Webserie dessen ungeachtet noch mehrere Jahre fort.
Etwa seit Ende der 2000er steigt die Bedeutung von Webserien. Erste Festivals zu Webserien werden veranstaltet, etablierte Fernsehpreise berücksichtigen Webserien (siehe Abschnitt Festivals und Auszeichnungen). Mittlerweile arbeiten bekannte Regisseure, wie Bryan Singer und Schauspieler wie Julia Stiles, Jennifer Garner und Tom Hanks an Webserien. Großunternehmen produzieren Webserien mit größeren Budgets, wie 2012 die sechs Millionen US-Dollar teure Webserie Cybergeddon oder Halo 4 – Forward unto Dawn, das für nahezu 10 Millionen US-Dollar produziert wurde. Einige Webserien schafften den Sprung ins Fernsehen. Fernsehserien nutzen Webisoden, um Zuschauer über Ausstrahlungspausen interessiert zu halten. Die Unterschiede zu Fernsehserien bei kostenintensiven Webserien verlieren sich immer mehr. Seit 2011 bietet der Video-on-Demand-Service Netflix seinen Abonnenten online Eigenproduktionen an, die ebenfalls eher die Merkmale von Fernsehserien tragen.

## Finanzierung

### Werbung und Vermarktung
Kommerzielle Webisodes sind für Internet-Nutzer in der Regel kostenlos verfügbar. Ein Teil der Betreiber versucht, mit Werbung vor oder nach den Episoden sowie Produktplatzierung in der Sendung Geld zu verdienen. Eine weitere Kommerzialisierungsmöglichkeit besteht in der Vermarktung von Produkten. Dies wurde etwa in der bei Bild.de verbreiteten Serie Deer Lucy praktiziert: Nutzer konnten die Kleidung der Schauspieler online beim Otto-Versand bestellen, der als Kooperationspartner auftrat.
Über den kommerziellen Erfolg werbefinanzierter Webisodes ist wenig bekannt. Beobachter gehen davon aus, dass die Serien bislang – wenn überhaupt – nur geringe Umsätze mit Werbung erzielten. „Der neuentdeckten Branche fehlen klare Geschäftsmodelle und standardisierte Formate. Und bislang fehlen ihr auch die Zuschauer“, urteilte die New York Times im August 2008. Aufgrund des geringen Produktionspreises der Webisodes sei es jedoch möglich, mit einzelnen Nischenproduktionen für ein spezielles Publikum profitabel zu arbeiten.
Einige Faktoren erschweren die Monetarisierung durch Werbung bislang:
- Es fehlt an zuverlässigen Messinstrumenten für Quoten.
- Viele Zuschauer haben mangels Programmführer keinen Überblick über das Angebot.
- Viele Betreiber machen keine oder kaum Werbung, um die Bekanntheit zu steigern.

### Sponsoring
Vor allem in den USA lassen einige Unternehmen Serien produzieren, mit denen sie für ihre Produkte werben. Beispielsweise investierte die kalifornische Firma eHealth Inc. rund 500.000 US-Dollar in die Serie Am I covered? In Deutschland beteiligen sich der Otto-Versand und die Plattenfirma Warner Music in nicht näher spezifizierter Weise an der Serie Deer Lucy.

## Marktsituation international
Besonders in den USA ist der Trend im Mainstream angelangt. Michael Eisner, der ehemalige Leiter der Walt Disney Company (1984–2005), gründete mit seiner Firma Tornante am 12. März 2007 die Produktionsfirma Vuguru, die ausschließlich Inhalte für das Internet produziert. Aus seiner Produktionsschmiede stammen Erfolgsserien wie „Prom Queen“, eine Webserie, die in Amerika schon mehr als 20 Millionen Abrufe generiert hat, und  The All-For-Nots. Weitere Firmen, die sich dem Potenzial der Neuen Medien verschrieben haben, sind Katalyst Media, eine Produktionsfirma von Ashton Kutcher and Jason Goldberg. Ihr aktuellstes Projekt ist die Comic-Webserie Blahgirls.

## Marktsituation national
Auch in Deutschland werden inzwischen solche meist zwischen zwei und fünf Minuten langen Videos produziert. Zu den bekanntesten Formaten in Deutschland gehören Tiger – Die Kralle Kreuzberg (Desire Media Filmproduktion), Moabit Vice aus dem Hause Vice Productions GbR, They call us Candy Girls (MME) und die Web-Doku Bubble Universe (fullscrn film UG).
Weitere Produktionen sind Deer Lucy, eine Kooperation zwischen Bild.de und dem Otto Versandhaus, produziert von MME, Pietshow (Grundy UFA & StudiVz) und Preußisch Gangstar, Spin-off des Spielfilms, von MySpace & MME Produktion.

## Plattformen für Webserien im Netz
Im Mai 2009 wurde 3min.de, das erste deutsche Webserienportal, gelauncht. Das Portal wurde in Berlin produziert und war ein Produkt der Deutschen Telekom. Im Gegensatz zu anderen Videoportalen verzichtete 3min.de bewusst auf User Generated Content, alle Formate wurden professionell produziert und hochauflösend verfügbar. Mit einer durchschnittlichen Länge von drei Minuten pro Episode wurden Webserien und andere Kurzinhalte auf den Kanälen Serien, Comedy, Lifestyle, Sport, Musik, Games, Kino und Kurzfilme angeboten. 3min.de war für Nutzer kostenfrei. Die Finanzierung erfolgte ausschließlich durch Werbung. Ende Mai 2011 wurde das Angebot eingestellt.

## Internetseiten, die Webserien zeigen
U-FilmSeit dem 16. Juni 2007 läuft Deutschlands erste Web-TV-Soap Sex and Zaziki von U-Film Produktions GmbH. Platziert in Düsseldorf handelt die Serie von drei jungen Männern und deren Eskapaden mit dem weiblichen Geschlecht. 2008 wurde die 20-teilige Web-Fernsehserie mit dem erstmals verliehenen „Future-TV-Award“ ausgezeichnet.
Schneckenhof.deAm 14. November 2007 feierte die erste von zwei Staffeln der Web-Serie „Helden des Campus“ für das Studentenportal Schneckenhof.de, das 1999 von Studenten der Universität Mannheim für die Metropolregion Rhein-Neckar ins Leben gerufen wurde, im CinemaxX Mannheim und auf dem Studentenportal Premiere. Die fiktionale, 12-teilige Comedy-Serie um eine chaotische Studenten-WG wurde von zusammengetragenen Geschichten der User des Portals inspiriert. Inszeniert wurde die Serie von Niels Reinhard.
MySpaceSeit dem 19. Mai 2008 läuft die Web-TV-Soap They call us Candy Girls bei MySpace Deutschland. Die in Berlin spielende Serie dreht sich um vier junge Frauen und deren Leben zwischen Dancefloor, Beziehungen, Liebe, Lügen und Großstadtszene.
StudiVzAm Dienstag, den 28. Oktober 2008 ging die Pietshow, die von Grundy UFA und studiVZ Ltd. produzierte Webserie, online. Die Serie erzählt die Geschichte von Piet – Filmstudent und Serienjunkie – der mit seinem Kumpel Nick zusammen nach Berlin-Kreuzberg in eine abgewrackte Altbauwohnung zieht. Bei der Einweihungsparty stürzt Piet versehentlich durch die Wand. Dabei entsteht ein Loch, das ab jetzt ein Durchgang zur Nachbarwohnung ist. Schnell stellt sich heraus, dass dort Melanie und Jessy wohnen. Die Vier arrangieren sich mit der neuen „Wohnsituation“. Seit dem 20. Februar 2009 erscheint die 2. Staffel der Pietshow auf dem Videoportal 3min.de.
Bild.deAm 26. Januar 2009 startete auf BILD.de die neue Web-Fernsehserie Deer Lucy. In 20 Folgen erzählt das Format die Geschichte der jungen Sängerin Lucy, die von Zwickau in die Hauptstadt Berlin zieht, um die Musikwelt zu erobern: Als Praktikantin bei dem angesagten Pop- und Indie-Label Deer Records. Die jeweils fünfminütigen Episoden zeigen die Erfahrungen der 20-Jährigen mit dem harten Musikbusiness, die Entdeckung ihres eigenen Talentes und die ersten Konfrontationen mit der Liebe, dem Leben und dem eigenen Ich.
Apartment666.comSeit dem 24. Mai 2009 läuft hier die erste Staffel der Mystery-Webserie „Apartment666.com“. Der Seitenbesucher landet in einem abstrakten, fiktiven Raum, bestehend aus realen Elementen des Drehorts. Im Zentrum des Raums wird eine der Figuren aus den Episoden zufällig geladen, die mit kurzen und skurrilen Bewegungen im Loop gefangen sind. Der Besucher kann nach links oder rechts durch eine Tür treten und landet durch eine dreidimensionale Kamerafahrt erneut in einem identischen Raum mit einer neuen Figur im Zentrum. Die Figuren selbst führen zu einzelnen Episoden, die in verschiedenen Reihenfolgen automatisch zu weiteren Episoden führen. Es gibt keinen Anfang und kein Ende. Hintergrundinformationen zur Produktion und dem Drehort werden in einem begleitenden Weblog dokumentiert.
Sport1.deMitte März 2010 startete auf die Webserie Jabhook, die das Leben zweier fiktiver Boxpromoter namens Highroller und Tank behandelt. Neben ihrer real existierenden Boxveranstaltung NOTRB und dem Boxclub Kurze Rippe kümmern sich die beiden vor allem um schnelle Autos und leichte Mädchen. Der Exklusivdeal mit dem Pay-TV-Sender BBN läuft den beiden daher völlig aus dem Ruder. Die Hauptrollen spielen die Schauspieler Daniel Wiemer und Raphael Rubino. In weiteren Rollen sind unter anderen Anna Angelina Wolfers, Hans Martin Stier und Markus Klauk zu sehen. Geschrieben und inszeniert wurde die Serie von Christopher Becker und Daniel Rakete Siegel. Zum Stab gehören ferner Stephan Schiffers, Paul Pieck, Nicole Kortlüke und Jens Nolte. Die Webserie wird von der Kölner Firma A³ GmbH, unter der Leitung von Sönke Andersen und Frank Dahlmann, produziert.

## Festivals und Auszeichnungen
Seit Ende der 2000er werden erste Festivals zu Webserien veranstaltet und Webserien auch bei etablierten Fernsehpreisen berücksichtigt. 2009 wurde die International Academy of Web Television (IAWTV) gegründet, die Streamy Awards in mehreren Kategorien für Webserien vergibt. Seit 2010 gibt es das Los Angeles Web Series Festival, seit 2012 das HolyWeb Web Series Festival. 2013 folgte das London Web Fest sowie das Melbourne Web Fest. Das Chicago Comedy Film Festival hat seit 2013 eine eigene Kategorie für Webserien.
Die Producers Guild of America berücksichtigt durch das bereits 2001 gegründete New Media Concil bei der Vergabe der PGA-Awards Produzenten Neuer Medien. Bei den Daytime Emmy Awards wurden 2006 mit den Broadband Awards erste Auszeichnungen für Internetsendungen vergeben. Die Writers Guild of America berücksichtigt seit 2008 „Neue Medien“ bei der Vergabe der Writers Guild of America Awards.

## Beispiele
- Battlestar Galactica – The Resistance
- Enchufe.TV
- Jabhook (sport1.de)
- Ninas Welt
- Sanctuary – Wächter der Kreaturen
- Druck